# Jean-Santos Muntubila
Jean-Santos Muntubila (Léopoldville, Congo Belga, 20 de diciembre de 1958) es un exfutbolista y entrenador de fútbol de la República Democrática del Congo que jugaba en la posición de centrocampista.

## Carrera

### Club
| Periodo   | Club                              |
| --------- | --------------------------------- |
| 1976–1980 | AS Bilima                         |
| 1980–1984 | FC Sochaux                        |
| 1981–1982 | → Olympique de Marseille (cedido) |
| 1984–1986 | 1. FC Saarbrücken                 |
| 1986–1988 | SC Bastia                         |
| 1988–1991 | Valenciennes FC                   |
| 1991–1995 | ESA Brive                         |

### Selección nacional
Jugó para Zaire en 10 ocasiones de 1985 a 1991 y anotó dos goles; participó en la Copa Africana de Naciones 1988.

### Entrenador
| Periodo   | Club                            |
| --------- | ------------------------------- |
| 1995      | Zaire                           |
| 1996–1997 | Zaire                           |
| 2001      | República Democrática del Congo |
| 2001-2002 | TP Mazembe                      |
| 2005-2007 | TP Mazembe                      |
| 2009      | DC Motema Pembe                 |
| 2009      | República Democrática del Congo |
| 2013-2014 | República Democrática del Congo |

## Logros
- Linafoot (3): 2001, 2006, 2007
- Campeonato Africano de Naciones (1): 2009